# Reino de Wessex
O Reino de Wessex ou Reino da Saxônia Ocidental (em inglês antigo: Westseaxna rīce, AFI: [wæstseˈaksna ˈriːke]) foi um dos sete reinos anglo-saxões que precederam o Reino da Inglaterra. Seu nome advém dos saxões ocidentais (West Saxons, daí "Wessex"). Integrava junto a mais 6 reinos anglo-saxões a chamada heptarquia. Situado no sul e sudoeste da Grã-Bretanha, o reino surgiu em 519, e perdurou até a unificação dos reinos anglo-saxões por Etelstano, no século IX. Perdurou como um condado (earldom) entre 1016 e 1066, deixando de existir oficialmente desde então.

## Origem
Os antigos anglo-saxões acreditavam que Wessex havia sido fundado pelos reis Cerdico e Cínrico, no século VI, embora que isto possa ser uma lenda. As duas fontes principais que narram a história de Wessex são a Crônica Anglo-Saxônica e a Lista Genealógica dos Reis de Wessex, que por vezes conflitam entre si.
Wessex tornou-se um reino cristão no século VII, após o rei Cenualho adotar o catolicismo e ser batizado. Posteriormente, o rei Ceduala expandiu o território do reino ao conquistar os reinos de Sussex e Kent, além da Ilha de Wight, no final do século VII. O sucessor de Ceduala, Ine, é lembrado por seu código legal (em latim: leges Inae - "leis de Ine"), outorgadas por volta de 694, as primeiras de um rei anglo-saxão fora de Kent. Ine também estabeleceu um segundo bispado saxão ocidental. Após isto, o trono do reino passou para uma série de reis com genealogias desconhecidas.

## Incursões estrangeiras
Durante o século VIII, com o crescimento da hegemonia do Reino da Mércia, Wessex manteve sua independência em grande parte. Foi durante este período que o sistema de shires (condados) foi estabelecido. No início do século IX, sob o rei Egberto, Surrey, Sussex, Kent, Essex e a Mércia, juntamente com partes da Dumnônia, foram conquistados, além de subjugar o rei da Nortúmbria. Todavia, a independência da Mércia foi restaurada em 830. Durante o reinado de seu sucessor, Etelvulfo, tropas dinamarquesas desembarcaram no estuário do rio Tâmisa, mas foram decisivamente derrotadas. Quando Etelbaldo, filho de Etelvulfo, usurpou o trono, o reino fui divido para evitar uma possível guerra. Etelvulfo fui sucedido pelos seus filhos, com Alfredo sendo o mais novo deles.
Em 871, o reino foi invadido pelos danos (também genericamente denominados de viquingues ou dinamarqueses), e Alfredo viu-se obrigado a pagá-los para se retirarem. Eles retornaram em 876, mas foram forçados a empreender uma retirada. Retornaram novamente em 878, liderados por Gutrum, forçando Alfredo a fugir para o sudoeste do reino, contudo, acabaram sendo derrotados na Batalha de Ethandun em maio daquele ano. Após esta batalha, diversos tratados como o Tratado de Wedmore e o Tratado de Alfredo e Gutrum serviram para estabelecer as relações entre Wessex e Danelaw, território do leste da ilha que fora tomado e governado pelos invasores. Durante seu reinado Alfredo emitiu um novo código de leis, e para repelir novas invasões, reuniu em sua corte engenheiros e dedicou fundos para aprimorar a construção de navios, organizou seu exército e estabeleceu um eficiente sistema de fortificações formadas por burhs.

## Unificação inglesa
O filho de Alfredo, Eduardo, conquistou o leste de Midlands e tomou o Reino da Ânglia Oriental dos danos. Em 918, Eduardo tornou-se rei da Mércia, após a morte de sua irmã Etelfleda, até então rainha daquele reino. O filho de Eduardo, Etelstano, conquistou por sua vez a Nortúmbria em 927, unificando todos os reinos anglo-saxões e dando início ao Reino da Inglaterra. A Inglaterra voltaria a ser invadida menos de um século mais tarde, desta vez por reis noruegueses, dinamarqueses e normandos que reclamavam o trono do reino.

## Símbolos
O Reino de Wessex é geralmente simbolizado por uma serpe ou por um dragão. Cronistas tais como Henrique de Huntingdon e Mateus de Westminster registraram sobre uma bandeira com um dragão dourado sendo erguida na batalha ocorrida em Burford no ano 752 entre Wessex e a Mércia.
"...em Beorgford [isto é, Burford], onde Cutredo, rei de Wessex, reino que até então era tributário dos mercianos, não sendo capaz de suportar mais a crueldade os abusos de Etelbaldo, rei da Mércia, encontrou-o em campo aberto com um exército e o venceu com sua bandeira, que era constituída de um dragão dourado".
A Tapeçaria de Bayeux retrata um dragão dourado caído, bem como um dragão vermelho/dourado/branco na morte do rei Haroldo II, que antes fora Conde de Wessex. Estandartes de dragão foram largamente utilizados em toda a Europa durante esse período, sendo derivado da insígnia dos soldados romanos.